# Igreja Unida nas Ilhas Salomão
A Igreja Unida nas Ilhas Salomão - IUIS - ( em inglês United Church in the Solomon Islands) é uma igreja unida nas Ilhas Salomão. Foi formada em 1996, quando se separou da Igreja Unida em Papua-Nova Guiné.
Em 2018, entre 10-12% da população do país era membro da denominação.

## História
Em 1902, John F. Goldie, um missionário australiano, foi enviado pelo Igreja Metodista da Austrália (fundida a outras denominações em 1977 para formar a atual Igreja Unida na Austrália) para as Ilhas Salomão.
A missão metodista expandiu-se nas principais ilhas ocidentais, a partir da sua base em Munda Point e Nova Geórgia, ajudada por missionários ilhéus de Fiji e Samoa.
De 1913 em diante, a Igreja Metodista da Nova Zelândia passou a enviar missionários para o arquipélago. A missão estendeu-se para noroeste, na  ilha de Bougainville. Esta ilha foi colonizada pela Alemanha. Após a Primeira Guerra Mundial, foi administrada pela Austrália, sob a tutela da Liga das Nações e depois das Organização das Nações Unidas. Por fim, a ilha foi integrada ao estado soberano de Papua-Nova Guiné quando este se tornou independente, em 1975.
Enquanto isso, em 1962, após a Segunda Guerra Mundial, as igrejas fundada pela Sociedade Missionária de Londres em Papua-Nova Guiné formaram uma denominação independente, chamada Papua Ekalesia (PE).
Uma missão presbiteriana deu origem a Igreja da União em Port Moresby (IUPM). Em 1968, a PE e IUPM uniram-se às missões metodistas para formar a Igreja Unida em Papua-Nova Guiné e nas Ilhas Salomão (IUPNGIS).
Em 1975, a Região Autônoma de Bougainville declarou independência e confrontos políticos impediram a comunicação entre Papua-Nova Guiné e as Ilhas Salomão.
Sendo assim, os líderes da IUPNGIS decidiram que as igrejas nas Ilhas Salomão deveriam formar uma denominação separada e renomearam a denominação em Papua-Nova Guiné para Igreja Unida em Papua-Nova Guiné.
Desde então, as igrejas nas Ilhas Salomão foram a Igreja Unida nas Ilhas Salomão.
Em 2006 a denominação tinha 50.000 membros, em 191 congregações.
Em 2018, a denominação relatou ter 52.000 membros.

## Relações inter eclesiásticas
A denominação é membro do Conselho Mundial de Igrejas, Comunhão Mundial das Igrejas Reformadas e do Conselho para Missão Mundial.